# 小沢象
小沢 象（おざわ ぞう、1940年10月30日 - ）は、日本の俳優、声優。本名及び旧芸名：小澤 忠臣。
愛媛県出身。愛媛県立宇和島南高等学校卒業。中村企画を経て、エ・ネスト所属。

## 人物・略歴
劇団俳優座養成所12期生（同期は山本圭・松山英太郎・成田三樹夫・中村敦夫・樫山文枝など）。
バリトンのような声質で、時代劇での悪役・敵役として多数出演。
特技は方言。

## 出演
※は小澤 忠臣名義

### テレビドラマ
- 忍者部隊月光 第9・10話「海ねこ作戦」（1964年、CX / 国際放映） - ブラックランド配下
- 特別機動捜査隊（NET / 東映）
  - 第144話「倒産」（1964年） - 権藤俊作
  - 第193話「罪と罰」（1965年） - 山部房男
  - 第535話「犯人は三船刑事だ」（1972年） - 金田
  - 第577話「18才の女」（1972年） - 吉田
- 天を斬る 第24話「使命は間者」（1970年、NET / 東映）
- ウルトラマンA 第9話「超獣10万匹!奇襲計画」（1972年、TBS / 円谷プロダクション） - タクシー運転手
- 荒野の素浪人 第1シリーズ （1972年、NET / 三船プロ）※
  - 第7話「爆破 隠し金輸送」
  - 第48話「挽歌 白蘭の牙」
- ロボット刑事 第7話「頭上の恐怖!!」（1973年、CX / 東映） - 専務の部下
- 銭形平次（CX / 東映）
  - 第387話「私の好きな平次親分」（1973年） - 多三郎
  - 第459話「からくり殺人」（1975年） - 喜三郎
  - 第717話「大捕物」（1980年） - つばくろ組由造
  - 第757話「見かえり坂慕情」（1981年） - 由造
  - 第790話「平次軍団仕掛ける!」（1981年） - 源七
  - 第820話「見知らぬ私」（1982年） - 丑松
  - 第842話「恐怖の江戸見物」（1983年） - 岩田屋
  - 第871話「影」（1983年） - 辰巳屋儀助
- 伝七捕物帳 第28話「天狗がさらった娘たち」（1974年、NTV / ユニオン映画） - 駕籠屋
- ザ・カゲスター 第33話「オウム怪人の毒薬作戦!」（1976年、NET / 東映） - アカギ外科医
- 太陽にほえろ!（NTV / 東宝）※
  - 第223話「あせり」（1976年） - Hearts店長
  - 第245話「刑事犬対ギャング犬」（1977年） - ソシアルビル警備員
  - 第268話「偶然」（1977年） - 坂本設計士（佐竹の友人）
  - 第305話「勲章」（1978年） - 城南署刑事
  - 第351話「密室殺人」（1979年） - 彩華陶磁器社員
  - 第371話「愛するもののために」（1979年） - 城南署署員
- 華麗なる刑事 第27話「深夜放送殺人事件」（1977年、CX / 東宝）
- 特捜最前線 第133話「六法全書を抱えた狼!」（1979年、ANB / 東映） - 所轄の刑事
- 同心部屋御用帳 新・江戸の旋風 第22話「十年振りの手口」（1980年、CX / 東宝） - 重森
- 特命刑事 第9話「300億を奪い返せ!」（1980年、NTV / 東映） - 堀井部長
- 旅がらす事件帖 第3話「涙に濡れた姉妹鈴」（1980年、KTV） - 西垣昌範
- ザ・ハングマンシリーズ（ABC / 松竹芸能）
  - ザ・ハングマン
    - 第7話「亡者を呼ぶ金相場」（1980年） - 平野業務部長（日本貴金属産業振興会）
    - 第30話「エンゼルキッスは豚の味」（1981年） - 大村専務（マイルートレストランチェーン）
    - 第51話「死人たちは二度死なない」（1981年） - 高崎（南條の部下）

  - ザ・ハングマンV 第23話「人妻パピヨンが拳銃屋をラブハントする!」（1986年） - 久保田勇作（今泉の元秘書）
- 長七郎天下ご免!（テレビ朝日）
  - 第54話「おとこの真実の風車」（1980年）- 望月忠政
  - 第78話「姉弟のいのち!仙十郎受難」（1981年） - 草壁久右衛門
  - 第96話「紅蓮に哭いたおとこ花」（1981年） - 小山田頼母
- 桃太郎侍（1981年、NTV / 東映）
  - 第233話「遠州路の決闘!」 - 脇坂軍太夫
  - 第255話「お化け長屋の御隠居さん」 - 大滝左次馬
- 大江戸捜査網（TX / 三船プロ）
  - 第506話「荒野に散った夫婦花」（1981年） - 川久保兵庫
  - 第544話「甘い誘惑 毒殺人名録」（1982年） - 津雲兵庫
  - 第574話「逆襲! 熱血同心一番長い日」（1982年） - 岩本栄之進
  - 第588話「華魁秘録 吉原百人斬り」（1983年） - 工藤源八郎
  - 第601話「隠密狩り! 殺しに誘う美女」（1983年） - 若山主水正
  - 平成版
    - 第1シリーズ 第11話「怪盗霞小僧! 獄門の罠を突破しろ」（1990年） - 西崎豊前守忠之
    - 第2シリーズ 第21話「隠密同心最後の闘い!」（1992年） - 本間主膳
- 警視庁殺人課 第1話「復讐のバラード」（1981年、ANB / 東映）
- 土曜ワイド劇場（ANB）
  - 北海道殺人旅行・わたしの婚約日記（1981年7月11日）
  - 牟田刑事官事件ファイル（1983年 - ） - 梶原武郎
    - 第3作「見合い旅行殺人事件」 - 第18作「横浜～九州唐津殺意の縦断ルート!」（1985年 - 1993年）
    - 第20作「狙われた婚約者」 - 第25作「洞爺湖温泉に泊まった女」（1995年 - 1998年）
    - 第27作「横浜～米子連続殺人!」（1999年）
    - 第28作「横浜～南紀勝浦連続殺人!」（2000年）
    - 第30作「横浜～沖縄 二度殺された不思議な死体」 - 第32作「横浜～琵琶湖畔、二人の父が捧げる殺人」（2001年 - 2005年）

  - 西村京太郎トラベルミステリー（東映）
    - 第5作「東北新幹線殺人事件」（1984年）
    - 第33作「秋田新幹線『こまち』殺人事件」（1999年） - 高木弁護士

  - 火車 カード破産の女!（1994年） - 弁護士
  - 混浴露天風呂連続殺人 第22作（2002年、ABC） - 河辺武男
  - 美人三姉妹の推理旅行 第1作（2004年） ‐ 成沢弁護士
  - 京都南署鑑識ファイル 第3作（2006年） - 八坂紅仙
  - 温泉若おかみの殺人推理 第18作（2007年） - 筒井国会議員
  - おかしな刑事 第8作（2011年） - 冬木秀雄
  - 終着駅シリーズ 第31作「殺人の花客」（2017年） - 斎藤
- 影の軍団シリーズ（KTV / 東映）
  - 影の軍団II 第14話「闇にきらめく美女」（1982年）-粟津泥舟
  - 影の軍団III （1982年）
    - 第13話「女相続人の秘密」
    - 第26話「さらば! 影の軍団」

  - 影の軍団IV 第1話「春一番! 燃えて半蔵いま発進」（1985年） - 多聞院鉄山
- 柳生十兵衛あばれ旅 第4話「天狗の弱みは美女だった」（1982年、ANB / 東映） - 了海
- 水戸黄門 (TBS / C.A.L)
  - 第13部 第3話「鬼が棲んでる天下の嶮 -箱根-」（1982年11月1日） - 平井助八
  - 第14部（1984年）
    - 第28話「悪乗り八兵衛若旦那 -長浜-」 - 多田裕和
    - 第34話「葵を盗んだドジな奴 -赤穂-」 - 秋野

  - 第16部 第21話「友禅救った大芝居 -金沢-」（1986年9月15日） - 織田
  - 第18部 第25話「無念晴らす献上絞 -鳴海-」（1989年3月6日） - 井原九左衛門
  - 第19部 第3話「鬼と呼ばれて恩返し -棚倉-」（1989年10月9日） - 栗木大膳
  - 第20部（1991年）
    - 第18話「密命帯びた用心棒 -嬉野-」 - 鮫島甚太夫
    - 第42話「怪盗天神林の光右衛門 -盛岡-」 - 田崎軍太夫

  - 第21部（1992年）
    - 第16話「怨念渦巻く船幽霊 -今治-」 - 四宮掃部
    - 第31話「男意気地の仇討ち悲願 -岩槻-」 - 堂島左門

  - 第22部（1993年）
    - 第14話「悪を懲らした姫だるま -松山-」 - 加納帯刀
    - 第28話「響け正義の御陣乗太鼓 -輪島-」 - 畑中陣十郎

  - 第23部
    - 第4話「助さん格さん用心棒 -安中-」（1994年8月22日） - 鯵沢主馬
    - 第30話「世直し剣が悪を斬る -今治-」（1995年3月6日） - 崎山源左衛門
    - 第39話「白いお髭のお婿殿 -府中-」（1995年5月8日） - 河鹿屋

  - かげろう忍法帖 第4話「怨霊! 鎧武者」（1995年6月12日） - 吉岡織部正
  - 第24部
    - 第9話「母を慕う馬子唄哀し -徳島-」（1995年11月13日） - 吉岡民部
    - 第19話「悪を糺した瀬戸の花嫁 -広島-」（1996年1月29日） - 沢井掃部
    - 第35話「悪を懲らした三春駒 -三春-」（1996年5月27日） - 高見沢主水

  - 第27部 第25話「娘飛脚はお姫様 -松本-」（1999年9月6日） - 神山庄左衛門
  - 第28部 第6話「父子で描く名人芸 -掛川-」（2000年4月17日） -  出羽屋唐兵衛
  - 第29部 第22話「天狗面が悪を斬る! -新発田-」（2001年8月27日） - 外山嘉兵衛
  - 第30部 第8話「記憶を探した津軽三味線 -陸奥十三湊-」（2002年、TBS系） - 佐川勘左衛門
  - 第31部 第4話「お娟にぞっこん!親父と息子 -掛川-」（2002年11月4日） - 真砂屋益蔵
  - 第32部 第15話「おいらの馬は日本一 -三春-」（2003年11月24日） - 稲垣蔵人
  - 第33部 第8話「陰謀暴いた忍ぶ恋 -淡路-」（2004年6月7日） - 桑原図書
  - 第34部（2005年）
    - 第2話「頑固な母がついた嘘 -磐城-」 - 沼野屋
    - 第14話「百鬼夜行の鬼ヶ島 -大曲-」 - 桜田源左衛門

  - 第35部 第11話「刀の鍔で結ばれた愛 -熊本-」（2005年12月19日） - 飯田又兵衛
  - 第36部（2006年）
    - 第3話「手抜き普請の悪退治 -善光寺-」 - 沢井内膳
    - 第20話「祇園の夜の大騒動! -京都-」 - 有賀屋重兵衛

  - 第37部 第10話「死ぬな! 風の鬼若!! -能代-」（2007年6月11日） - 潮北屋善兵衛
  - 第38部（2008年）
    - 第1話「小藩を救え!いざ西へ -水戸・江戸-」 - 西国屋八右衛門
    - 第19話「わははオヨヨの珍道中 -三島-」 - 昇屋昇五郎

  - 第39部
    - 第3話「いずれが正義?侍の魂 -岡崎-」（2008年10月27日） - 惣兵衛
    - 第12話「愛と復讐の桜島 -鹿児島-」（2009年1月12日） - 土屋隼人正

  - 第40部 第5話「美人剣士の婿選び -山形-」（2009年8月24日） - 沼尻三太夫
  - 第41部（2010年） - 町田勘解由
    - 第1話、第2話「恋と嵐の江戸の春（前編、後編） -江戸-」
    - 第12話「悪い奴らの夢の跡! -薩摩-」

  - 第43部 第20話「裏切り者は誰だ!? -日光-」（2011年12月5日） - 山岡正純
  - 水戸黄門 スペシャル（2015年6月29日） - 渡辺直茂
  - 水戸黄門 (BS-TBS版) 第1話「初めての旅立ち -水戸～いわき」(2017年10月4日)　- 轟軍兵ヱ
- 暴れん坊将軍シリーズ（ANB / 東映）
  - 吉宗評判記 暴れん坊将軍
    - 第141話「春遠し凶賊の母」（1980年） - 朝倉佐渡守
    - 第175話「百万石の冷飯くらい」（1981年）- 稲垣刑部
    - 第193話「初雪は哀しき女の死化粧」（1982年） - 相良右京亮

  - 暴れん坊将軍II
    - 第6話「絵文字が告げた吉宗暗殺」（1983年） - 酒井対馬守
    - 第31話「次郎吉 涙の恋泥棒!」（1983年） - 桜井右京
    - 第52話「母よ喜べ 親父が立った!」（1984年） - 真鍋甲斐守
    - 第91話「春に出初めの木遣り唄!」（1985年） - 戸田刑部
    - 第113話「古き女房に花束を!」（1985年） - 小田切頼母
    - 第129話「男の約束！紀州の海鳴り」（1985年） - 兵頭一心斉
    - 第161話「暗殺計画、手引きは御生母!?」（1986年） - 明石刑部
    - 第178話「家康公の借金証文!?」（1986年） - 武井心幻斉

  - 暴れん坊将軍III
    - 第1話「吉宗初暴れ!少女涙の訴え状」（1988年） - 野々村甲斐守
    - 第13話（SP）「将軍が消えた!? 吉宗暗殺の渦巻く紀州和歌山」（1988年） - 小田切
    - 第30話「泣くな男だ!がまん坂」（1988年） - 前田多門
    - 第54話「名奉行、なさけの仇討ち」（1989年） - 天野勘解由
    - 第73話「青き勾玉の秘密」（1989年） - 大乗寺軍右衛門
    - 第87話「地獄を見たかオウムちゃん」（1989年） - 日野屋六左衛門
    - 第111話「涙を捨てたおんな坂」（1990年） - 松波修理
    - 第128話「さよならの花かんざし!」（1990年） - 原田重忠

  - 暴れん坊将軍IV
    - 第3話「春の嵐、江戸城刃傷事件」（1991年） - 宮野新十郎
    - 第47話「上様のとんだ剣客商売!」（1992年） - 鎌田周防守

  - 暴れん坊将軍V
    - 第1話（SP）「大雪原の血煙り、吉宗を愛した復讐鬼!」（1993年） - 西条采女
    - 第16話「おんな事件屋、江戸を斬る!」（1993年） - 豊玉屋七兵衛
    - 第33話「鳶口一本、炎の男道!」（1994年） - 岡部采女正

  - 暴れん坊将軍VI
    - 第17話「人参に咲いた花祝言」（1995年） - 板倉出羽守
    - 第33話「女賞金稼ぎ 修羅の花道!」（1995年） - 時山孫太夫
    - 第51話「江戸自慢、吉宗うれしや天下餅!」（1996年） - 真壁長門守

  - 暴れん坊将軍VII 第7話「愛妻騎馬奉行」（1996年） - 飯野左衛門
  - 暴れん坊将軍VIII  第7話「美しき婚約者の悩み」（1997年） - 高木備前守
  - 暴れん坊将軍IX（1999年）
    - 第14話「どんどん好きになっていく!将軍に惚れた女」 - 甲州屋文左衛門
    - 第36話「悪徳商法をつぶせ!二人の父を持つ若女房」 - 角屋沢左衛門

  - 暴れん坊将軍X 第11話「女商人の悲しき再会!兄は盗賊、弟は同心」（2000年） - 大河内土佐守
  - 暴れん坊将軍 800回新春スペシャル（2001年） - 檜垣日向守
  - 暴れん坊将軍XI 第17話「危機一髪!お庭番の禁じられた恋」（2001年） - 藤澤帯刀
- 源九郎旅日記 葵の暴れん坊（1982年、ANB / 東映）
  - 第10話「つっぱり囃子の子守唄」 - 来島左近
  - 第33話「やがて愛でたき宮津節」 - 海堂但馬
- 木曜ゴールデンドラマ / 天使が消えていく（1982年、FBS / YTV / 三船プロ）
- 火曜サスペンス劇場（NTV）
  - 松本清張の交通事故死亡1名（1982年、三船プロ）
  - それでも愛してる（1983年、PDS）
  - 黒いドレスの女（1985年、渡辺企画）- 迫田常務
  - 松本清張スペシャル・夜光の階段（1986年、松竹）
  - スキャンダル（1988年、テレパック） - 坂部進
  - 女検事・霞夕子 第5作「家庭教師の殺人」（1988年） - 高遠謙作
  - 松本清張スペシャル・喪失の儀礼（1994年、NTV / 松竹）
  - 小京都ミステリー 第21作「諏訪岩国殺人事件」（1997年、大映テレビ） - 露木八郎
  - 取調室（宝映企画） - 小笠原捜査本部長
    - 第13作（2001年）
    - 第14作（2001年）
    - 第17作（2002年）
- 遠山の金さん（ANB / 東映）※高橋英樹版
  - 第1シリーズ
    - 第62話「非情の再会・闇街道に消えた女」（1983年）
    - 第96話「妖剣秘話・裏切られた女!」（1984年）- 高田伝右衛門
    - 第149話「妖星伝・天から美女が降って来た!」（1985年）- 橋爪主膳

  - 第2シリーズ　第34話「越後三味線の女V・暗殺篇」（1986年）- 鷹場甲斐守
- 時代劇スペシャル / 松本清張の西海道談綺（1983年、TNC / CX / 国際放映） - 備前屋太兵衛
- 月曜ワイド劇場 / おさな妻 私を抱いて…16歳の初夜（1983年、ANB）
- 弐十手物語 第12話「吉原恋心中」（1984年7月5日、CX / 東映）
- 人妻捜査官 第8話「疑惑!?黒人兵にむらがる六本木ギャル」（1984年、ABC / テレパック）
- 刑事物語'85 第20話「本庄刑事の恋人が人質!!」（1985年、NTV / ユニオン映画）
- 水曜ドラマスペシャル→月曜ドラマスペシャル（TBS）
  - それゆけ孔雀警視（1987年）
  - 弁護士芸者のお座敷事件簿 第1作（1997年）
  - 万引きGメン・二階堂雪 第3作「虚栄心」（1999年） - 箕輪一郎
  - カードGメン・小早川茜 第3作「甘い罠」（1999年） - 千田松蔵
- 江戸を斬る（TBS / C.A.L）
  - 江戸を斬るVII 第21話「殺しの陰で嗤う奴」（1987年） - 高村三右衛門
  - 江戸を斬るVIII（1994年）
    - 第19話「浮世絵に死の匂い」 - 三田村陣十郎
    - 第26話「将軍暗殺の陰謀」 - 森口屋
- 若大将天下ご免!（1987年、ANB / 東映）
  - 第1話「あっぱれ小天狗一本勝負!」 - 望月図書
  - 第16話「兄弟弟子は恋敵!」 - 千石屋丹兵衛
  - 第31話「皿ごと毒を喰った女!」 - 本多出羽守
- 名奉行 遠山の金さん（ANB / 東映）
  - 第1シリーズ（1988年）
    - 第1話「桜吹雪一番手柄」 - 穴倉伝八郎
    - 第20話「美人姉妹の復讐」 - 矢島又四郎

  - 第3シリーズ SP「江戸は燃えているか!加賀百万石の陰謀」（1990年9月27日） - 九十九半助
  - 第4シリーズ 第18話「奉行暗殺!長崎の女」（1992年4月23日） - 早坂兵部
  - 第7シリーズ 第9話「謎の銃声!女は待っていた」（1995年） - 田村弾正
- 大岡越前（TBS / C.A.L）
  - 第10部 第18話「志保が試した麻酔薬」（1988年6月27日） - 相川順庵
  - 第11部 第10話「相合傘の出逢い」（1990年6月25日） - 佐川監物
  - 第14部 第14話「母が溺れた受験戦争」（1996年9月16日） - 郷原肥前守
- 長七郎江戸日記
  - 第2シリーズ（NTV / ユニオン映画）
    - 第25話「咲くか!赦免花」（1988年9月20日） - 越後屋市兵衛
    - 第51話「別れ霜」（1989年5月9日） - 及川十蔵

  - 第3シリーズ
    - 第11話「傷」（1991年） - 佐伯一蔵
    - 第23話「霊験あらたか」（1991年） - 大野内膳
- さすらい刑事旅情編 第20話「痴漢にされた男」（1989年、ANB / 東映）
- ゴリラ・警視庁捜査第8班 第45話「ベスト・フレンド」（1990年、ANB / 石原プロ）
- 八百八町夢日記（NTV / ユニオン映画）
  - 第1シリーズ 第26話「夢之介が殺した女」（1990年） - 秋田屋
  - 第2シリーズ 第19話「奇妙な娘」（1992年） - 貫井徳治郎
- 三匹が斬る!シリーズ（ANB / 東映）
  - 三匹が斬る! 第4話「赤トンボ、花嫁行列通りゃんせ」（1987年） - 三枝一之進
  - 続・三匹が斬る! 第13話「母恋の、お世継ぎ様と修羅の旅」（1989年） - 高見監物
  - 続続・三匹が斬る!（1990年）
    - 第3話「酒と女と小判漬け、悪徳家老に大変身!」 - 大曾根刑部
    - 第17話「花嫁の首恋しや妖怪鬼八」 - 幽海

  - また又・三匹が斬る!（1991年）
    - 第3話「出雲路は、騙し騙され白兎」 - 角倉伝十郎
    - 第13話「鬼っ子が、母と慕うはいかさま女」 - 権八

  - 新・三匹が斬る!（1992年）
    - 第3話「消えた女房、砂金地獄に咲いた花」 - 山名平蔵
    - 第13話「非情剣!これが噂のオオカミ男」 - 鏑木兵部
- 将軍家光忍び旅（ANB / 東映）
  - 将軍家光忍び旅 第2話「父ちゃんの海を返せ!」（1990年） - 武蔵屋五兵衛
  - 将軍家光忍び旅II 第10話「深夜の関所破り!」（1992年） - 織部源之丞
- 必殺仕事人・激突! 第3話「水戸黄門の印籠」（1991年、ABC / 松竹） - 仁兵衛
- 刑事貴族3 第6話「汚れた顔の天使」（1992年、NTV / 東宝） - 横浜元町署・刑事
- 半七捕物帳 最終話「半七危機に立つ!」（1993年、NTV / ユニオン映画） - 日立屋
- 闇を斬る!大江戸犯科帳 第7話「危うし北町奉行!」（1993年、NTV / ユニオン映画） - 戸田玄蕃
- 銭形平次（CX / 東映）
  - 第3シリーズ 第17話「赤い櫛」（1993年） - 市五郎
  - 第5シリーズ 第2話「招かれざる客」（1995年） - 辰
  - 第6シリーズ 第5話「顔のない男」（1997年） - 下谷の政五郎
- 江戸の用心棒（NTV / ユニオン映画）
  - 江戸の用心棒 第11話「天高く死者訪れる秋」（1994年） - 村山主膳
  - 江戸の用心棒II 第13話「駆け落ち無情」（1996年） - 武蔵屋伝兵衛
- 家光謀殺（1995年、ANB / 東映） - 土井利勝
- 雲霧仁左衛門 第15話、最終話（1995年、CX）※第13話以降は「時代劇専門チャンネル」ほかの再放送のみ。
- ひらり又四郎危機一髪！（1995年、NTV） - 内藤治部右衛門
- 将軍の隠密！影十八「再会・黒い疑惑の花舞台」（1996年、ANB / 東映）
- ウルトラマンガイア 第1話「光をつかめ!」、第2話「勇者立つ」（1998年、TBS / 円谷プロ） - 内閣総理大臣
- 隠密奉行朝比奈（CX）
  - 第1シリーズ第1話「桜島に消えた割符」-大島屋
  - 第2シリーズ第5話「伊予松山 姫さまと無理心中」-前園左門
- ザ・ドクター（1999年） - 麻生卓真 役
- 金曜エンタテイメント（CX）
  - 赤い霊柩車シリーズ 第12作「二度死んだ死体」（2000年） - 比良山新平
  - 夏樹静子ミステリー アリバイの彼方に 第1作「アリバイの彼方に」（2000年） - 森岡幸吉
- 女と愛とミステリー / 四つの終止符（2001年、TX） - 松浦時枝の父
- はぐれ刑事純情派（ANB / 東映）
  - 第8シリーズ 第5話「セクハラ部長の死! 50%の殺意」（1995年）
  - 第9シリーズ 第8話「企業内イジメ! 派遣OLの復讐」（1996年）
  - 第10シリーズ 第23話「狙われた女子寮! 娘の婚約」（1997年）
  - 第11シリーズ 第27話「偽証の罠!? 職安で狙われた男」（1998年）
  - 2002年スペシャル 「阿波鳴門 うず潮に逆巻くふたりの女壮絶…野田刑事殉職す!」（2002年） ‐ 倉田吾郎
  - 2003年スペシャル 「東京-稚内-礼文島北の最果て宗谷岬、それぞれの旅立ち さよなら、三波主任!」（2003年） - 夏川雄太郎
  - 第16シリーズ 第14話「1億円の悪女」（2003年） - 西山俊二
- 夜桜お染（2004年） ‐ 中岩屋喜左衛門
- 水曜ミステリー9 鉄道警察官・清村公三郎 第1作「鉄道警察官・走る捜査線」（2005年、BSジャパン） - 長谷部知治
- 月曜時代劇 八丁堀の七人 （EX・東映）
  - 第6シリーズ（2005年） - 本田出雲守 
    - 第1話「地獄を見た夫婦!幕府に恨みあり」
    - 第2話「御金蔵破り!夫の恨みを晴らす女」

  - 第7シリーズ（2006年）  - 丹羽兵部
    - 第6話「黒沢左門死す!!江戸を火の海にせよ!」
    - 番外「隠密同心と賊の娘」
    - 第8話「ついに完結! さらば七人!! 江戸城乗込み」
- 名奉行! 大岡越前
  - 第1シリーズ 第9話「御落胤騒動一件」(2005年6月13日) - 石岡久蔵
  - 第2シリーズ 第6話「辻斬り浪人の賭け！せつない恋とおしどりの秘密…」(2006年6月13日) - 蛯沢助左衛門
- 相棒 Season 6 第9話（2007年12月19日） - 堀添博
- 新春ワイド時代劇（TX）
  - 徳川風雲録 八代将軍吉宗（2008年） - 成瀬隼人正
  - 白虎隊〜敗れざる者たち（2013年） - 横山主税
- 幻十郎必殺剣 最終話「梅の花の約束」（2008年、TX） - 近江屋
- ドラマスペシャル / 徳川家康と三人の女（2008年、EX） - 前田利家
- 刺客請負人 シーズン2 第6話「闇の正体」（2008年、TX）
- 日曜洋画劇場特別企画 柳生一族の陰謀（2008年、EX） - 尾張大納言義宣
- 落日燃ゆ（2009年） - 大角海相
- 木曜ミステリー / その男、副署長 第3シリーズ 第7話「佳子の恋」（2009年） - 高岡敬一郎（元京都府副知事）
- 大岡越前3 第5話（2016年2月12日、NHK BSプレミアム） - 幸平ヱ
- 三屋清左衛門残日録1（2016年、BSフジ） - 徳元和尚

### 映画
- 孤島の太陽（1968年、日活）
- 弾痕（1969年、東宝） - 野瀬
- 触角（1970年、東宝＝近代映画協会）
- 姿三四郎（1970年、松竹） - 壇義麿
- 大地（1970年、東宝）
- 百万人の大合唱（1972年、東宝） - 矢部刑事
- さらば、わが友 実録大物死刑囚たち（1980年、東映） - 佐藤係長
- 制覇(1982年、東映) - 香川弁護士
- 誘拐報道（1982年、東映）
- 団鬼六 緊縛卍責め（1985年、日活） - 老人
- きらきらひかる（1992年、ヘラルド・エース＝日本ヘラルド映画）
- 帰って来た木枯し紋次郎（1993年、東宝） - 足利屋利三郎
- トイレの花子さん （1995年、松竹） - 校長先生
- 女帝（1995年、ケイエスエス）
- アカシアの道（2001年、ユーロスペース） - 江藤和男
- さよなら、クロ （2003年、シネカノン） - 孝二の父
- スノープリンス 禁じられた恋のメロディ（2009年、松竹）

### 舞台
- 信長（2006年、新橋演舞場） - 斎藤道三

### テレビアニメ
- 忍風カムイ外伝（1969年）

### 劇場アニメ
- 九尾の狐と飛丸（1968年、大映） - 忠長

### ラジオドラマ
- NHK-FM 青春アドベンチャー「昨日の夜は」（2016年）

### バラエティ
- クイズ!脳ベルSHOW（2018年、2019年 / BSフジ）

### CM
- 大人のきのこの山（株式会社明治）
- JT - タバコ分煙編